# Ildebrando Prosperi
Ildebrando Prosperi (Mantova, 18 febbraio 1899 – ...) è stato un calciatore italiano, di ruolo centrocampista.
Il suo nome per intero era Ariodante Giovanni Ildebrando Prosperi, ed era noto anche come Prosperi II in quanto fratello del più anziano Dante Prosperi e del più giovane Arnaldo Prosperi, anch'essi calciatori.

## Carriera
Dopo aver militato nel Mantova fino al 1927, debutta in massima divisione con il Brescia nel 1927-1928, disputando 4 gare. Fa il suo esordio con il Brescia ad Alessandria il 20 novembre 1927 in Alessandria-Brescia (4-1).
Dopo aver lasciato il club lombardo, milita in seguito nella Comense e nella Fiorentina e nuovamente nel Brescia.